# Roseto Valfortore
Roseto Valfortore község (comune) Olaszország Puglia régiójában, Foggia megyében.

## Fekvése
Nevét a településen áthaladó Fortore folyó után kapta. 

## Története
A település az ókori római város Rositum helyén alakult ki. A bizánciak erősítették meg, hogy feltartóztassák az Apuliában előrenyomuló longobárdokat. A 19. század elejéig nemesi családok birtokolták, ezt követően önálló községgé vált.

## Népessége
A lakosság számának alakulása:

## Főbb látnivalói
- Fő látnivalója a óváros, számos középkori épületével, valamint a Fortore folyóra épült vízimalom.